# Plaesiomys
Plaesiomys — викопний рід плечоногих вимерлої родини Plaesiomyidae, що існував впродовж ордовицького періоду.

## Рештки
Викопні Plaesiomys трапляються в ордовицьких морських відкладеннях Канади, Китаю, Казахстану, М'янми, Білорусі, Естонії, Ірландії, Норвегії, Польщі, Великої Британії і США.

## Види
- †Plaesiomys anticostiensis (Shaler, 1865)
- †Plaesiomys bellistriatus Wang, 1949
- †Plaesiomys carletona Twenhofel, 1928
- †Plaesiomys fidelis Popov et al., 2000
- †Plaesiomys iphigenia (Billings, 1865)
- †Plaesiomys multiplicata Bancroft, 1945
- †Plaesiomys porcata (McCoy, 1846)
- †Plaesiomys proavitus Winchell and Schuchert, 1892
- †Plaesiomys rockymontana Wilson, 1926
- †Plaesiomys saxbiana Oraspold, 1959
- †Plaesiomys subquadrata (Hall, 1847)